# Photokina
La photokina (sans majuscule) est le plus grand et plus important salon de la photographie dans le monde. 
Sa première édition a eu lieu en 1950 et un nouveau salon est organisé tous les deux ans à Cologne à l’Exhibition Centre Cologne, durant le mois de septembre.
Lors de sa première édition le salon s'appelait « Photo- und Kino-Ausstellung » soit « Exposition photographique et cinématographique » mais a été rebaptisé « photokina » en 1951. Ce salon a eu lieu sur l'initiative de Bruno Uhl. 
Autrefois organisé par Fritz Gruber, les éditions actuelles sont organisées par Koelnmesse GmbH et Photoindustrie-Verband e.V.

## Édition 2008
L'édition 2008 de la photokina s'est déroulée du 23 au 28 septembre. Elle a reçu 169 119 visiteurs pour 1 372 exposants.

## Édition 2010
L'édition 2010 s'est déroulée du 21 au 26 septembre.

## Édition 2012
L'édition 2012 a eu lieu du 18 au 23 septembre.

## Édition 2014
L'édition 2014 a eu lieu du 16 au 21 septembre.

## Édition 2016
L'édition 2016 a eu lieu du 20 au 25 septembre.

## Édition 2018
La photokina où la société Kodak occupait à elle seule un hall entier fait partie du passé. Les halls ainsi que les exposants y sont moins nombreux, et celle de 2018, qui aura encore lieu en septembre, verra sa durée écourtée, du 26 au 29 septembre.